# Dąbrowa Zielona (plaats)
Dąbrowa Zielona is een dorp in het Poolse woiwodschap Silezië, in het district Częstochowski. De plaats maakt deel uit van de gemeente Dąbrowa Zielona.